# SK Sturm Graz
Câu lạc bộ bóng đá Sturm Graz hay Sportklub Sturm Graz là một câu lạc bộ bóng đá Áo, có trụ sở ở Graz, Styria, thi đấu ở Giải bóng đá vô địch quốc gia Áo. Câu lạc bộ thành lập năm 1909. Màu sắc chủ đạo của câu lạc bộ là đen và trắng.
Trong lịch sử, Sturm Graz vô địch giải vô địch quốc gia Áo 3 lần, vào các năm 1998, 1999 và 2011, nhiều lần tham gia UEFA Champions League và UEFA Europa League. Kình địch lớn nhất của đội bóng là hàng xóm vùng Graz Grazer AK.

## Sân vận động

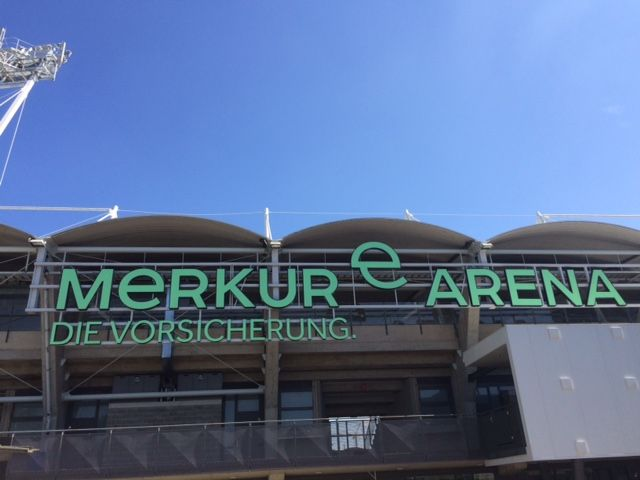
UPC-Arena

Sân nhà truyền thống của đội trong nhiều năm là Gruabn, có hơn 12.000 người - hầu như chỉ có chỗ đứng - và có đặc điểm là sân thi đấu hẹp và sự gần gũi của người hâm mộ với các cầu thủ. Từ năm 1997 đến năm 2005, Gruabn chỉ được sử dụng làm sân tập và các trận đấu dành cho lứa tuổi thanh niên và nghiệp dư. Năm 2005, sân được bán cho thành phố Graz để giải tỏa khó khăn tài chính của câu lạc bộ. Năm 1997, câu lạc bộ chuyển đến Sân vận động Arnold Schwarzenegger, được chia sẻ giữa Sturm và đối thủ địa phương Grazer AK. Từ tháng 2 năm 2006, sân vận động được gọi là UPC-Arena. Vào tháng 7 năm 2016, Merkur Insurance đã giành được quyền tài trợ cho sân vận động. Sân vận động bây giờ có tên là Merkur Arena.

## Danh hiệu
- Austrian Bundesliga

- Vô địch (4): 1997–98, 1998–99, 2010–11, 2023–24
- Á quân (6): 1980–81, 1994–95, 1995–96, 1999–2000, 2001–02, 2017–18

- ÖFB-Cup

- Vô địch (6): 1995–96, 1996–97, 1998–99, 2009–10, 2017–18, 2022-23
- Á quân (4): 1947–48, 1974–75, 1997–98, 2001–02

- Siêu cúp bóng đá Áo

- Vô địch (3): 1996, 1998, 1999
- Á quân (2): 1997, 2002

- Giải vô địch bóng đá nghiệp dư Áo (1): 1934
- UEFA Champions League (3 lần tham gia): 1998–99, 1999–2000, 2000–01 (thứ 2 vòng bảng)
- UEFA Cup (11 lần tham gia): 1970–71, 1974–75, 1978–79, 1981–82, 1983–84 (Quarter-final), 1988–89, 1991–92, 1995–96, 1999–2000, 2002–03
- UEFA Intertoto Cup (1): 2008 (đồng vô địch)[1]

## Thành tích tại đấu trường châu Âu
- Q= Vòng loại
- P= Vòng sơ loại
- PO = Play-off

| Mùa giải | Giải đấu              | Vòng              | Quốc gia             | Câu lạc bộ               | Sân nhà     | Sân khách   |
| -------- | --------------------- | ----------------- | -------------------- | ------------------------ | ----------- | ----------- |
| 1970–71  | UEFA Cup              | 1                 | Phần Lan             | Ilves                    | 3–0         | 2–4         |
| 1970–71  | UEFA Cup              | 2                 | Anh                  | Arsenal                  | 1–0         | 0–2         |
| 1974–75  | UEFA Cup              | 1                 | Bỉ                   | Royal Antwerp            | 2–1         | 0–1         |
| 1975–76  | UEFA Cup Winners' Cup | 1                 | Bulgaria             | Slavia Sofia             | 3–1         | 0–1         |
| 1975–76  | UEFA Cup Winners' Cup | 2                 | Hungary              | Szombathelyi Haladás     | 2–0         | 1–1         |
| 1975–76  | UEFA Cup Winners' Cup | QF                | Tây Đức              | Eintracht Frankfurt      | 0–2         | 0–1         |
| 1978–79  | UEFA Cup              | 1R                | Tây Đức              | Borussia Mönchengladbach | 1–2         | 1–5         |
| 1981–82  | UEFA Cup              | 1                 | Liên Xô              | CSKA Moscow              | 1–0         | 1–2         |
| 1981–82  | UEFA Cup              | 2                 | Thụy Điển            | IFK Göteborg             | 2–2         | 2–3         |
| 1983–84  | UEFA Cup              | 1                 | România              | Sportul Studențesc       | 0–0         | 2–1         |
| 1983–84  | UEFA Cup              | 2                 | Ý                    | Hellas Verona            | 0–0         | 2–2         |
| 1983–84  | UEFA Cup              | 3                 | Cộng hòa Dân chủ Đức | Lokomotive Leipzig       | 2–0         | 0–1         |
| 1983–84  | UEFA Cup              | QF                | Anh                  | Nottingham Forest        | 1–1 (AET)   | 0–1         |
| 1988–89  | UEFA Cup              | 1                 | Thụy Sĩ              | Servette                 | 0–0         | 0–1         |
| 1991–92  | UEFA Cup              | 1                 | Hà Lan               | Utrecht                  | 0–1         | 1–3         |
| 1995–96  | UEFA Cup              | Q                 | Cộng hòa Séc         | Slavia Prague            | 0–1         | 1–1         |
| 1996–97  | UEFA Cup Winners' Cup | 1                 | Cộng hòa Séc         | Sparta Prague            | 2–2         | 1–1         |
| 1997–98  | UEFA Cup Winners' Cup | 1                 | Cộng hòa Síp         | APOEL                    | 3–0         | 1–0         |
| 1997–98  | UEFA Cup Winners' Cup | 2                 | Hy Lạp               | AEK Athens               | 1–0         | 0–2         |
| 1998–99  | UEFA Champions League | Q2                | Hungary              | Újpest                   | 4–0         | 3–2         |
| 1998–99  | UEFA Champions League | Bảng C – thứ 4    | Nga                  | Spartak Moscow           | 0–2         | 0–0         |
| 1998–99  | UEFA Champions League | Bảng C – thứ 4    | Ý                    | Internazionale           | 0–2         | 0–1         |
| 1998–99  | UEFA Champions League | Bảng C – thứ 4    | Tây Ban Nha          | Real Madrid              | 1–5         | 1–6         |
| 1999–00  | UEFA Champions League | Q3                | Thụy Sĩ              | Servette                 | 2–1         | 2–2         |
| 1999–00  | UEFA Champions League | Bảng D – thứ 3, P | Pháp                 | Marseille                | 3–2         | 0–2         |
| 1999–00  | UEFA Champions League | Bảng D – thứ 3, P | Anh                  | Manchester United        | 0–3         | 1–2         |
| 1999–00  | UEFA Champions League | Bảng D – thứ 3, P | Croatia              | Croatia Zagreb           | 1–0         | 0–3         |
| 1999–00  | UEFA Cup              | 3                 | Ý                    | Parma                    | 3–3 (AET)   | 1–2         |
| 2000–01  | UEFA Champions League | Q2                | Israel               | Hapoel Tel Aviv          | 3–0         | 2–1         |
| 2000–01  | UEFA Champions League | Q3                | Hà Lan               | Feyenoord                | 2–1         | 1–1         |
| 2000–01  | UEFA Champions League | Bảng D – thứ 1, P | Scotland             | Rangers                  | 2–0         | 0–5         |
| 2000–01  | UEFA Champions League | Bảng D – thứ 1, P | Thổ Nhĩ Kỳ           | Galatasaray              | 3–0         | 2–2         |
| 2000–01  | UEFA Champions League | Bảng D – thứ 1, P | Pháp                 | Monaco                   | 2–0         | 0–5         |
| 2000–01  | UEFA Champions League | Bảng A – thứ 3    | Tây Ban Nha          | Valencia                 | 0–5         | 0–2         |
| 2000–01  | UEFA Champions League | Bảng A – thứ 3    | Anh                  | Manchester United        | 0–2         | 0–3         |
| 2000–01  | UEFA Champions League | Bảng A – thứ 3    | Hy Lạp               | Panathinaikos            | 2–0         | 2–1         |
| 2001     | UEFA Intertoto Cup    | 2                 | Thụy Sĩ              | Lausanne-Sport           | 0–1         | 3–3         |
| 2002–03  | UEFA Champions League | Q3                | Israel               | Maccabi Haifa            | 3–3         | 0–2         |
| 2002–03  | UEFA Cup              | 1                 | Scotland             | Livingston               | 5–2         | 3–4         |
| 2002–03  | UEFA Cup              | 2                 | Bulgaria             | Levski Sofia             | 1–0         | 0–1 (p 8–7) |
| 2002–03  | UEFA Cup              | 3                 | Ý                    | Lazio                    | 1–3         | 1–0         |
| 2005     | UEFA Intertoto Cup    | 1                 | Andorra              | Rànger's                 | 5–0         | 1–1         |
| 2005     | UEFA Intertoto Cup    | 2                 | Đức                  | VfL Wolfsburg            | 1–3         | 2–2         |
| 2008     | UEFA Intertoto Cup    | R                 | Belarus              | Shakhtyor Soligorsk      | 2–0         | 0–0         |
| 2008     | UEFA Intertoto Cup    | 3                 | Hungary              | Budapest Honvéd          | 0–0         | 2–1         |
| 2008–09  | UEFA Cup              | Q2                | Thụy Sĩ              | Zürich                   | 1–1 (p 2–4) | 1–1         |
| 2009–10  | UEFA Europa League    | Q2                | Bosna và Hercegovina | Široki Brijeg            | 2–1         | 1–1         |
| 2009–10  | UEFA Europa League    | Q3                | Montenegro           | Petrovac                 | 5–0         | 2–1         |
| 2009–10  | UEFA Europa League    | Play-off          | Ukraina              | Metalist Kharkiv         | 1–1         | 1–0         |
| 2009–10  | UEFA Europa League    | Bảng F – thứ 4    | România              | Dinamo București         | 0–1         | 1–2         |
| 2009–10  | UEFA Europa League    | Bảng F – thứ 4    | Thổ Nhĩ Kỳ           | Galatasaray              | 1–0         | 1–1         |
| 2009–10  | UEFA Europa League    | Bảng F – thứ 4    | Hy Lạp               | Panathinaikos            | 0–1         | 0–1         |
| 2010–11  | UEFA Europa League    | Q3                | Gruzia               | Dinamo Tbilisi           | 2–0         | 1–1         |
| 2010–11  | UEFA Europa League    | Play-off          | Ý                    | Juventus                 | 1–2         | 0–1         |
| 2011–12  | UEFA Champions League | Q2                | Hungary              | Videoton                 | 2–0         | 2–3         |
| 2011–12  | UEFA Champions League | Q3                | Gruzia               | Zestafoni                | 1–0         | 1–1         |
| 2011–12  | UEFA Champions League | PO                | Belarus              | BATE Borisov             | 0–2         | 1–1         |
| 2011–12  | UEFA Europa League    | Bảng L – thứ 4    | Nga                  | Lokomotiv Moscow         | 1–2         | 1–3         |
| 2011–12  | UEFA Europa League    | Bảng L – thứ 4    | Hy Lạp               | AEK Athens               | 1–3         | 2–1         |
| 2011–12  | UEFA Europa League    | Bảng L – thứ 4    | Bỉ                   | Anderlecht               | 0–2         | 0–3         |
| 2013–14  | UEFA Europa League    | Q2                | Iceland              | Breiðablik               | 0–1         | 0–0         |
| 2015–16  | UEFA Europa League    | Q3                | Nga                  | Rubin Kazan              | 2–3         | 1–1         |
| 2017–18  | UEFA Europa League    | Q2                | Montenegro           | Mladost Podgorica        | 0–1         | 3–0         |
| 2017–18  | UEFA Europa League    | Q3                | Thổ Nhĩ Kỳ           | Fenerbahçe               | 1–2         | 1–1         |
| 2018–19  | UEFA Champions League | Q2                | Hà Lan               | Ajax                     | 1–3         | 0–2         |
| 2018–19  | UEFA Europa League    | Q3                | Cộng hòa Síp         | AEK Larnaca              | 0–2         | 0–5         |
| 2019–20  | UEFA Europa League    | Q2                | Na Uy                | Haugesund                | 2–1         | 0–2         |
| 2021–22  | UEFA Europa League    | Play-off          | Slovenia             | Mura                     | 2–0         | 3–1         |
| 2021–22  | UEFA Europa League    | Bảng B – thứ 4    | Pháp                 | AS Monaco                | 1–1         | 0–1         |
| 2021–22  | UEFA Europa League    | Bảng B – thứ 4    | Hà Lan               | PSV Eindhoven            | 1–4         | 0–2         |
| 2021–22  | UEFA Europa League    | Bảng B – thứ 4    | Tây Ban Nha          | Real Sociedad            | 0–1         | 1–1         |

## Cầu thủ

### Đội hình hiện tại
Tính đến 29 tháng 1 năm 2022
Ghi chú: Quốc kỳ chỉ đội tuyển quốc gia được xác định rõ trong điều lệ tư cách FIFA. Các cầu thủ có thể giữ hơn một quốc tịch ngoài FIFA.
| Số | VT | Quốc gia    | Cầu thủ                                  |
| -- | -- | ----------- | ---------------------------------------- |
| 4  | HV | Slovenia    | Jon Gorenc Stanković                     |
| 5  | HV | Thụy Sĩ     | Gregory Wüthrich                         |
| 6  | HV | Áo          | Aleksandar Borković (mượn từ Hoffenheim) |
| 8  | TV | Áo          | Alexander Prass                          |
| 9  | TĐ | Đan Mạch    | Rasmus Højlund                           |
| 10 | TV | Gruzia      | Otar Kiteishvili                         |
| 11 | TV | Áo          | Manprit Sarkaria                         |
| 13 | TĐ | Áo          | Jakob Jantscher                          |
| 14 | HV | Áo          | Paul Komposch                            |
| 15 | TĐ | Bờ Biển Ngà | Anderson Niangbo (mượn từ Gent)          |
| 16 | TV | Áo          | Sandro Schendl                           |
| 17 | TV | Áo          | Lukas Jäger                              |
| 18 | TV | Áo          | Philipp Huspek                           |
| 19 | TV | Áo          | Andreas Kuen                             |
| 20 | TĐ | Áo          | Martin Krienzer                          |

| Số | VT | Quốc gia             | Cầu thủ             |
| -- | -- | -------------------- | ------------------- |
| 21 | TV | Áo                   | Samuel Stückler     |
| 22 | HV | Bosna và Hercegovina | Jusuf Gazibegović   |
| 23 | TĐ | Áo                   | Luca Kronberger     |
| 24 | HV | Áo                   | Sandro Ingolitsch   |
| 25 | TV | Áo                   | Stefan Hierländer   |
| 26 | TV | Áo                   | Christoph Lang      |
| 27 | TM | Áo                   | Jörg Siebenhandl    |
| 29 | TĐ | Zambia               | Francisco Mwepu     |
| 30 | TV | Áo                   | Ivan Ljubić         |
| 32 | TM | Áo                   | Tobias Schützenauer |
| 35 | HV | Áo                   | Niklas Geyrhofer    |
| 36 | HV | Áo                   | Vincent Trummer     |
| 42 | HV | Áo                   | David Affengruber   |
| 44 | HV | Mali                 | Amadou Dante        |

### Cho mượn
Ghi chú: Quốc kỳ chỉ đội tuyển quốc gia được xác định rõ trong điều lệ tư cách FIFA. Các cầu thủ có thể giữ hơn một quốc tịch ngoài FIFA.
| Số | VT | Quốc gia | Cầu thủ                                                       |
| -- | -- | -------- | ------------------------------------------------------------- |
| —  | TM | Áo       | Christopher Giuliani (tại Kapfenberg đến 30 tháng 6 năm 2022) |
| —  | HV | Áo       | Florian Weiler (tại Hartberg đến 30 tháng 6 năm 2022)         |

| Số | VT | Quốc gia | Cầu thủ                                                      |
| -- | -- | -------- | ------------------------------------------------------------ |
| —  | TV | Áo       | Dardan Shabanhaxhaj (tại Kapfenberg đến 30 tháng 6 năm 2022) |

### Số áo giải nghệ
Ghi chú: Quốc kỳ chỉ đội tuyển quốc gia được xác định rõ trong điều lệ tư cách FIFA. Các cầu thủ có thể giữ hơn một quốc tịch ngoài FIFA.
| Số | VT | Quốc gia | Cầu thủ                         |
| -- | -- | -------- | ------------------------------- |
| 3  | HV | Áo       | Günther Neukirchner (1989–2006) |
| 7  | TĐ | Áo       | Mario Haas (1993–2012)          |

## Lịch sử ban huấn luyện
- Leopold Kruschitz (1945–46)
- Josef Molzer (1946–49)
- Ludwig Durek (1950)
- Franz Czernicky (1951–52)
- Karl Decker (1952–54)
- Janos Gerdov (1954)
- Hans Gmeindl (1955)
- Rudolf Strittich (1 tháng 7 năm 1955 – 30 tháng 6 năm 1956)
- Josef Blum (1956–58)
- Ludwig Durek (1958–60)
- János Szép (1960–61)
- Otto Mühlbauer (1961)
- August Rumpf (1961–62)
- Lajos Lörinczy (1962–63)
- August Rumpf (1963)
- Rudolf Suchanek (1963–64)
- Karl Adamek (1965–66)
- Franz Fuchs (1966–67)
- Karl Kowanz (1967)
- Gerd Springer (1967–70)
- János Szép (1970–71)
- August Rumpf (1971)
- Adolf Remy (1971–72)
- Karl Schlechta (1972–77)
- Dr. Günther Paulitsch (1977–80)
- Otto Barić (1 tháng 7 năm 1980 – 30 tháng 6 năm 1982)
- Gernot Fraydl (1 tháng 7 năm 1982 – 9 tháng 4 năm 1984)
- Robert Pflug (10 tháng 4 năm 1984 – 23 tháng 9 năm 1984)
- Hermann Stessl (24 tháng 9 năm 1984 – 30 tháng 6 năm 1985)
- Ivan Marković (1 tháng 7 năm 1985 – 12 tháng 10 năm 1985)
- Franz Mikscha (13 tháng 10 năm 1985 – 30 tháng 6 năm 1986)
- Walter Ludescher (1 tháng 7 năm 1986 – 24 tháng 9 năm 1988)
- Manfred Steiner (tạm quyền) (24 tháng 9 năm 1988 – 31 tháng 10 năm 1988)
- Otto Barić (1 Oct 1988 – 30 tháng 6 năm 1989)
- August Starek (1 tháng 7 năm 1989 – 1 tháng 11 năm 1991)
- Robert Pflug (1 tháng 11 năm 1991 – 1 tháng 10 năm 1992)
- Ladislav Jurkemik (1 tháng 11 năm 1992 – 30 tháng 6 năm 1993)
- Milan Đuričić (1 tháng 7 năm 1993 – 30 tháng 6 năm 1994)
- Ivica Osim (1 tháng 6 năm 1994 – 14 tháng 9 năm 2002)
- Franco Foda (14 tháng 9 năm 2002 – 31 tháng 5 năm 2003)
- Gilbert Gress (1 tháng 7 năm 2003 – 31 tháng 8 năm 2003)
- Mihailo Petrović (1 tháng 9 năm 2003 – 31 tháng 5 năm 2006)
- Franco Foda (1 tháng 7 năm 2006 – 12 tháng 4 năm 2012)
- Thomas Kristl (tạm quyền) (12 tháng 4 năm 2012 – 31 tháng 5 năm 2012)
- Peter Hyballa (1 tháng 6 năm 2012 – 22 tháng 4 năm 2013)
- Markus Schopp (tạm quyền) (22 tháng 4 năm 2013 – 3 tháng 6 năm 2013)
- Darko Milanič (4 tháng 6 năm 2013 – 23 tháng 9 năm 2014)
- Günther Neukirchner (tạm quyền) (23 tháng 9 năm 2014 – 30 tháng 9 năm 2014)
- Franco Foda (30 tháng 9 năm 2014 – 31 tháng 12 năm 2017)
- Heiko Vogel (31 tháng 12 năm 2017 – 5 tháng 11 năm 2018)
- Günther Neukirchner (tạm quyền) (5 tháng 11 năm 2018 – 12 tháng 11 năm 2018)
- Roman Mählich (12 tháng 11 năm 2018 – 31 tháng 6 năm 2019)
- Nestor El Maestro (1 tháng 7 năm 2019 - 25 tháng 6 năm 2020)

## Quản lý câu lạc bộ

### Ban quản trị
- Chủ tịch: Christian Jauk

### Ban huấn luyện
- Huấn luyện viên: Christian Ilzer
- Trợ lý huấn luyện viên: Dominik Deutschl, Uwe Hölzl
- Huấn luyện viên thủ môn: Stefan Loch
- Huấn luyện viên đội trẻ và đội nghiệp dư: Mohamed Sahli